# W. G. Unruh

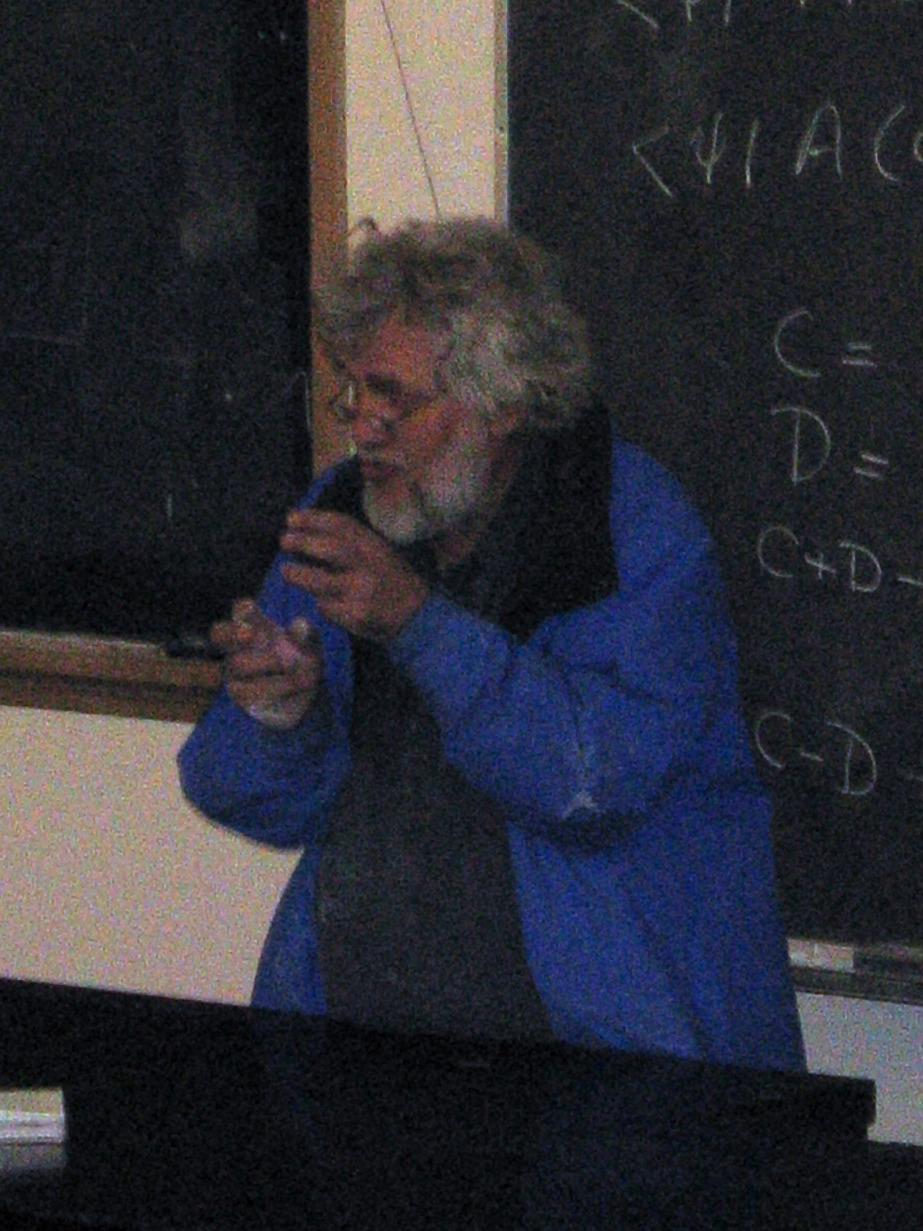
Unruh dando clase – Introduction to Relativity and Quanta en UBC (c. 2006)

William George «Bill» Unruh (nacido el 28 de agosto de 1945) es físico canadiense de Universidad de la Columbia Británica en Vancouver, quien describió el hipotético efecto Unruh en 1976.

## Primeros años y educación
Unruh nació en Winnipeg, Manitoba. Obtuvo su grado en ciencia por la Universidad de Manitoba en 1967, seguido de un máster (1969) y doctorado (1971) en Princeton, New Jersey, bajo la dirección de John Wheeler.

## Áreas de investigación
Las contribuciones de Unruh han cambiado la forma de entender la gravedad, los agujeros negros, la cosmología y los campos cuánticos en espacios curvos, incluyendo el descubrimiento del, ahora conocido como, efecto Unruh. Ha contribuido a los fundamentos de la mecánica cuántica en áreas tales como la decoherencia y la cuestión de tiempo en mecánica cuántica. y el papel del tiempo en la mecánica cuántica. Ha ayudado a esclarecer el significado de la no-localidad en el marco cuántico, en particular afirma que el carácter no local de la mecánica cuántica no aparece del teorema de Bell y que en última instancia la mecánica cuántica es una teoría local. Unruh especialmente crítico con el experimento Afshar.
También le interesa la música e imparte clases sobre la Física de la Música

### El efecto Unruh
El efecto Unruh, descrito por Unruh en 1976, es la predicción que un observador acelerado observará radiación de cuerpo negro donde un observador inercial observaría ninguno. Dicho de otra forma, el observador acelerado detectará una radiación de fondo térmica cuya temperatura es proporcional a la aceleración. El mismo estado cuántico del campo, que el observador inercial mide como estado fundamental (o de vacío) del campo, será medido como un estado excitado del campo por el observador acelerado. Este efecto, por tanto, significa que la propia idea del vacío cuántico depende de la trayectoria del observador a través de espacio-tiempo.
El efecto Unruh puede ser expresado mediante una simple ecuación que da la energía kT de la partícula uniformemente acelerada (siendo a la constante de aceleración), como:
{\displaystyle kT={\frac {\hbar a}{2\pi c}}}